# Synagoga Nowogłogowska we Wrocławiu
Synagoga Nowogłogowska we Wrocławiu – nieistniejąca synagoga terytorialna, która znajdowała się we Wrocławiu, przy ulicy Szajnochy 7-8.
Synagoga została założona na początku XIX wieku. Uczęszczały do niej głównie osoby pochodzące z regionu głogowskiego. W 1886 roku została zlikwidowana.